# Miguel Ángel Campano Mendaza
Miguel Ángel Campano Mendaza   (Madrid, 11 de febrer de 1948 - Cercedilla, 5 d'agost de 2018) va ser un reconegut pintor enquadrat per la crítica en la «generació de la renovació de la pintura espanyola», guardonat, entre altres premis, amb el Nacional d'Arts Plàstiques en 1996.

## Biografia
Va ser el tercer de cinc germans, fill del general Ángel Campano López. Va cursar estudis de belles arts a València i d'arquitectura a Madrid. Va iniciar la seva trajectòria artística en 1969, realitzant la seva primera exposició individual a Bilbao. En 1971 va exposar en diferents localitats espanyoles —Pamplona, Santander i València— i aquest mateix any coneix al pintor abstracte Fernando Zóbel, un dels impulsors del denominat Grupo de Cuenca i fundador del Museu d'Art Abstracte Español. Va continuar exposant a Madrid i Sevilla i va travar amistat amb el pintor José Guerrero, a qui s'assenyala com una influència fonamental en Campano.
En 1976 es va traslladar a París, ciutat que es va convertir, al costat de Sóller a Mallorca, en un punt de residència habitual de l'artista. L'estada a França li va permetre conèixer l'obra de pintors que han inspirat la seva obra en diferents moments, com ara Cezanne o Delacroix, entre molts altres. En els anys 1980 va participar en les grans exposicions col·lectives del moment dels joves artistes espanyols —Miquel Barceló, José Manuel Broto o José María Sicilia— a Espanya, França i Estats Units, així com en exposicions individuals per tot Espanya —des de Navarra fins a Granada—, França —Nimes i París— o a Brussel·les (Bèlgica).
El conjunt de la seva obra s'ha considerat un lloc d'experimentació i transgressió. Se l'ha vinculat amb l'automatisme en els seus inicis, a l'abstracció geomètrica i l'informalisme. Es destaca de la seva producció la reinterpretació en diverses sèries de la pintura francesa de Cezanne i de Poussin, entre d'altres, així com del cubisme. La seva estada en 1994, 1995 i 1996 a l'Índia va donar com a resultat un nou interès pel color en la seva obra immediata posterior i va seguir treballant malgrat haver sofert en 1996, un greu vessament cerebral i posteriors complicacions de salut. Després de partir el vessament cerebral, es va ressentir de vàries caigudes fins que va haver de permanèixer en cadira de rodes amb un grau elevat d'invalidesa, el que marca inevitablement un abans i un després a la seva vida.
Les dues exposicions més destacades sobre la seva obra han estat les celebrades a València per l'IVAM en el Centre del Carme en 1990-1991 i la que va tenir lloc en el Palau de Velázquez a Madrid entre juny i setembre de 1999.
En 1996 va ser guardonat a Espanya amb el Premi Nacional d'Arts Plàstiques per «la seva decisiva contribució al debat de la nova pintura espanyola» i el «rigor i la valentia amb les quals ha desenvolupat una obra en la qual s'alien exemplarment construcció i expressivitat». Obres de Campano es troben en museus com el Museu Reina Sofia de Madrid, el d'Art Abstracte de Conca, el de Belles arts de Bilbao, el ARTIUM Centro-Museu Basc d'Art Contemporani, l'Institut Valencià d'Art Modern, el Centre Georges Pompidou a París o la col·lecció de la Hastings Foundation a Nova York.